# Vallery
Vallery település Franciaországban, Yonne megyében. Lakosainak száma 579 fő (2022. január 1.). Vallery Blennes, Chéroy, Dollot, Lixy és Villethierry községekkel határos.

## Népesség
A település népessége az elmúlt években az alábbi módon változott:
| Lakosok száma | 558  | 557  | 562  | 556  | 560  | 564  | 568  | 564  | 579  |
|               | 2013 | 2015 | 2016 | 2017 | 2018 | 2019 | 2020 | 2021 | 2022 |